# Classe préparatoire
Die classes préparatoires aux Grandes écoles (abgekürzt CPGE, umgangssprachlich classe prépa oder prépa; deutsch Vorbereitungsklasse) ist ein Abschnitt der höheren französischen Bildungslaufbahn.
Es handelt sich dabei um zwei bis drei (ausnahmsweise vier) sehr selektive und intensive Jahre Vorbereitungsstudium (manchmal beschrieben als eines der schwierigsten der Welt) für die selektiven Aufnahmeprüfungen der Grandes écoles. Die classes préparatoires finden nach dem baccalauréat (entspricht dem Abitur bzw. der Maturität) statt und werden in der Regel direkt an Gymnasien (Lycées) angeboten oder manchmal von bestimmten Grandes écoles als so genannter 1er cycle („Grundstudium“) oder prépa intégrée (‚integrierte Vorbereitungsklassen‘). Die letzteren berechtigen aber in der Regel – entsprechende Leistung vorausgesetzt – nur zum Übertritt an ebendiese Hochschule. 
Schon bei den Vorbereitungsklassen gibt es inoffizielle Abstufungen, die renommiertesten sind die der Gymnasien Institution Saint Jean de Douai, Lycée Louis-le-Grand, Lycée Henri IV, Lycée Saint-Louis, Lycée Fénelon und Lycée Stanislas in Paris, Lycée privé Sainte-Geneviève, Lycée La Bruyère, Lycée Hoche und Lycée Notre Dame du Grandchamp in Versailles, Lycée Lakanal in Sceaux, Lycée du Parc, und Sainte-Marie Lyon in Lyon, Lycée Thiers in Marseille und Lycée Pierre-de-Fermat in Toulouse und Centre Madeleine Daniélou in Rueil-Malmaison.
Die classes prépa sind mit dem deutschen Vordiplom nur bedingt vergleichbar, da in Frankreich diese ersten beiden Studienjahre wesentlich weniger fachorientiert sind, sondern eine allgemeinere Grundausbildung bieten. Die Classes préparatoires dienen überwiegend zur Aufnahme in die Grandes écoles, aber die Äquivalenz mit den ersten zwei Jahren eines universitären Studiums ist auch anerkannt. Erhält man im Concours keinen Studienplatz an der gewünschten Hochschule oder wenigstens Hochschulkategorie, kann man sich an einer Universität einschreiben, und dann normalerweise im dritten Studienjahr anfangen.
Diese Vorbereitungsklassen lassen sich in drei Arten einteilen:
- Die classes préparatoires scientifiques bereiten entweder (mit Hauptfach Mathematik oder Physik) auf Ingenieurhochschulen (École Polytechnique, Écoles Centrales, Écoles des Mines usw.), die Écoles normales supérieures, Militärhochschulen (St Cyr, École Navale) oder (mit Major Biologie) auf die Tierarztschulen (Écoles vétérinaires) vor. Mit 63 % ist der weitaus größte Teil der Studenten, die eine prépa gewählt haben, in diesen naturwissenschaftlichen Klassen eingeschrieben.
- Die wirtschaftswissenschaftlichen classes préparatoires économiques et commerciales bereiten auf die Handelshochschulen (HEC, ESSEC, ESCP BS, Neoma Business School, Audencia usw.) und die École normale supérieure Cachan (ENS Cachan) vor. (22 %)
- Die geisteswissenschaftlich ausgelegten classes préparatoires littéraires bereiten unter anderem auf die entsprechenden Richtungen (lettres classiques oder modernes, d. h. Sprachen, Literatur, Philosophie, Geschichte und Geographie) der Écoles normales supérieures, die Instituts d’études politiques (IEP) und die École nationale des chartes vor (15 %).

Das Abschlussjahr der classes préparatoires littéraires wurde in der Schüler- und Studentensprache und wird inzwischen auch im allgemeinen Sprachgebrauch als khâgne, das Jahr davor als hypokhâgne bezeichnet. Ihre Schüler nennt man khâgneux (von cagneux, „x-beinig“), vermutlich, weil man im 19. Jahrhundert davon ausging, dass das über die Bücher gebeugte Lernen zu körperlichen Defiziten führen würde bzw. als Spottbezeichnung der sportlicheren Schüler und Kandidaten der Militärschule Saint-Cyr für ihre eher intellektuell und literarisch interessierten Rivalen. Diese übernahmen den Spottnamen als Selbstbezeichnung und verwendeten gemäß einer Mode um 1900 eine pseudo-griechische Schreibweise mit 'kh' statt 'c'.